# Lars Jensen
Lars Jensen (nascido em 3 de março de 1964) é um ex-ciclista dinamarquês que representou o seu país nos Jogos Olímpicos de Verão de 1984.